# Section zéro
Section Zéro est une série télévisée créée par Olivier Marchal, et dont la diffusion a commencé le 4 avril 2016. Il s'agit d'une création originale Canal+ qui n'a pas souhaité commander une seconde saison.

## Synopsis
En 2024, dans une Europe dirigé par des multinationales, l'agrégat Prométhée veut généraliser les Black Squad, des policiers robotisés. Face à ce projet qui cache une armée militaire de conquête, le commandant Sirius Becker veut résister en dirigeant la Section Zéro, un groupe d'élite où tous les moyens sont permis même les plus illégaux.

## Fiche technique
- Titre : Section Zéro
- Création : Olivier Marchal, Laurent Guillaume
- Réalisation : Olivier Marchal (épisodes 1 à 7) et Ivan Fegyvères (épisode 8)
- Scénario : Olivier Marchal, Laurent Guillaume, Franck Philippon, David Martinez
- Production : Thomas Anargyros et Édouard de Vésinne
- Sociétés de productions : Canal+, Bad Company, EuropaCorp Télévision et Umedia
- Ventes internationales : StudioCanal
- Diffusion à partir du 4 avril 2016

## Distribution
- Ola Rapace : Sirius Becker
- Pascal Greggory : Henry Munro
- Tchéky Karyo : Franck Varnove
- Catherine Marchal : Elie Klein
- Francis Renaud : Robert Bianchi
- Laurent Malet : Papa Charly
- Juliette Dol : Cheyenne Rodriguez
- Hilde De Baerdemaeker : Diane Becker
- Marc Barbé : Janko
- Gérald Laroche : Karl Josephson
- Jean-Michel Fête : Eric Van Zandt
- Stefan Ivanov : Dan Sorensen
- Maud Jurez : Lucy Lee
- Inès Spiridonov : Lou Becker
- Constantin Balsan : Christian Kaltz
- Michaël Erpelding : Tony Balestra
- Steve Driesen : Foetus
- François Levantal : Di Marco
- Igor Skreblin : Saber
- Patrick Descamps : Doc
- Brice Fournier : Le prêtre
- Elsa Kikoïne : Betty
- Murielle Huet des Aunay : Sarah Collins
- Mark Grosy : Mosïa Emerson
- Zoé Marchal : Rose Eden Yagobowski
- Astrid Roos : L'nfirmière
- Evelin Kostova : Eva

## Production
Olivier Marchal est le réalisateur de la première et unique saison qui compte 8 épisodes de 52 minutes, tournés en Bulgarie, aux studios Nu Boyana Film Studios de janvier à juillet 2015.

## Episodes
1. La Chimère
2. Au royaume des morts
3. Renaissance
4. Soldats de l'ombre
5. Entre les vivants et les morts
6. Sirius requiem
7. Bloc 13
8. Du sang et des larmes